# Birgit Th. Sparre
Birgit Th. Sparre, egentligen Birgit Signe Julia Fredrique Thomæus Sparre, född 23 juli 1903 i Flen, död 19 september 1984 i Ulricehamn, var en svensk författare. Hon är kanske mest känd för romansviten Gårdarna runt sjön.

## Biografi
Birgit Th. Sparre föddes den 23 juli 1903 under hemliga omständigheter och blev 1904 fosterbarn hos det barnlösa greveparet Carl George (Carl-George) Sparre, född 8 maj 1859 i Vimmerby, avliden 26 februari 1920 i Stockholm, och Signe, född 15 april 1871 i Säve församling som Signe Thomaeus, avliden 9 februari 1955 i Gällstads församling. Till sin stora sorg fick hon aldrig veta vilka hennes biologiska föräldrar var, samtidigt som hon i Flens födelsebok endast omnämns med orden okänd moder, okänd fader samt hennes eget namn. Ett papper finns också bevarat där en barnmorska intygar att hon har assisterat vid en hemlig födelse av en flicka. Det har funnits en mängd spekulationer om vilka hennes föräldrar var, men fosterföräldrarna tog hemligheten med sig i graven. 
Birgit Thomaeus Sparre växte upp på Sjöred och bodde där till 1920 då hon och modern i samband med faderns död flyttade till det nybyggda Åsundsholm, medan Sjöred såldes. På Åsundsholm hade hon sin författarbostad och skrev där sina verk, där hennes skrivmaskin ännu står kvar.
År 1937 gifte sig Birgit Thomaeus Sparre med tryckeridisponenten Carl Theodor Thäberg (1898–1970) och fick med honom barnen Christina (född 1939) och Jan (1940–2008). De skilde sig 1943 och hon gifte om sig 1955 med författaren Stig Cederholm. Då han förskingrade all hennes egendom gjorde det att paret separerade 1957, men förblev gifta fram till Cederholms död 1980, och att Sparre var tvungen att lämna Åsundsholm 1959 med stora ekonomiska problem. Under en tid reste hon runt för att så småningom återvända till trakten runt Åsunden och Ulricehamn, där hon dog 1984.

## Författarskap
Sin första bok gav hon ut när hon var 22 år och den sista vid 73 års ålder, sammanlagt blev det 33 utgivna böcker. Genom bland annat sin stora romansvit, Gårdarna runt sjön, gjorde Birgit Th Sparre i fler än 20 böcker sin hemtrakt runt sjön Åsunden och Ulricehamnsbygden känd – inte bara i Sverige utan också i grannländerna. 
Förutom Gårdarna runt sjön har Sparre beskrivit hembygden i sviten Glimringe (1944–1950) som består av böckerna; 
- Glimringe
- Bruksherren
- De unga baronerna
- Möte med kärleken

Dessa fyra böcker beskriver historien runt Limmareds glasbruk och i Möte med kärleken berättar Birgit Th. Sparre sin version av historien om Elvira Madigan. 
Även minnesserien Därhemma på gårdarna utspelar sig i trakten kring Åsunden. Denna serie består av följande böcker
- Därhemma på gårdarna
- Solen och sjön
- Önsketassar och gyllendun
- Gäst i det förgångna
- Fackelrosor
- Stormvioler